# Saison 2008-2009 de snooker
Navigation
2007-2008 2009-2010
La saison 2008-2009 de snooker est la 41e saison de snooker. Elle regroupe 37 tournois organisés par la WPBSA entre le 4 juin 2008 et juin 2009.

## Nouveautés
- Quatre joueurs n'ont pas disputé le 4e tournoi classé de la saison, le championnat de Bahreïn, et ont de ce fait perdu des points comptant pour le classement mondial. La raison est un conflit concernant la date prévue pour certains matchs du tournoi de la première ligue[2].
- Les séries mondiales font leur apparition au calendrier : 5 épreuves sont organisées à Jersey, Berlin, Varsovie, Moscou et la finale à Portimão.

## Calendrier
| C = Tournoi classé (professionnel)              |
| NC = Tournoi non classé (professionnel)         |
| SM = Séries mondiales (professionnel)           |
| A = Tournoi alternatif (professionnel)          |
| P/A = Tournoi pro-am (professionnel et amateur) |
| SIP = Séries internationales Pontins (amateur)  |

| Dates (mois-jour) | Dates (mois-jour) | Tournoi                                    | Lieu          | Site                                                 | Cat. | Vainqueur           | Finaliste             | Score | Références |
| 06–04             | 06–08             | Classique de Jiangsu                       | Nanjing Wuxi  | Nanjing Olympic Sports Center Gymnasium              | NC   | Ding Junhui         | Mark Selby            | 6–5   | [ 3 ]      |
| 06–21             | 06–22             | Séries mondiales (épreuve de Jersey)       | Saint Helier  | Fort Régent                                          | SM   | John Higgins        | Mark Selby            | 6–3   | [ 4 ]      |
| 06–23             | 06–27             | Séries internationales Pontins (épreuve 1) | Prestatyn     | Pontins                                              | SIP  | Bjorn Haneveer (en) | Andrew Atkinson       | 6–2   | ,          |
| 07–08             | 07–13             | Internationaux à six billes rouges         | Bangkok       | Montien Riverside Hotel                              | A    | Ricky Walden        | Stuart Bingham        | 8–3   | [ 7 ]      |
| 07–12             | 07–13             | Séries mondiales (épreuve de Berlin)       | Berlin        | Tempodrom                                            | SM   | Graeme Dott         | Shaun Murphy          | 6–1   | [ 8 ]      |
| 07–27             | 08–03             | Open d'Angleterre Paul Hunter              | Leeds         | Northern Snooker Centre                              | P/A  | Xiao Guodong        | Ben Woollaston        | 6–2   | ,          |
| 08–02             | 08–03             | Classique d'Irlande                        | Kildare       | Celbridge Snooker Club                               | NC   | Ken Doherty         | Fergal O'Brien        | 5–2   | [ 11 ]     |
| 08–03             | 08–08             | Séries internationales Pontins (épreuve 2) | Prestatyn     | Pontins                                              | SIP  | Xiao Guodong        | Noppadol Sangnil (en) | 6–5   | ,          |
| 08–24             | 08–31             | Trophée d'Irlande du Nord                  | Belfast       | Waterfront Hall                                      | C    | Ronnie O'Sullivan   | Dave Harold           | 9–3   | ,          |
| 08–28             | 08–31             | Classique Paul Hunter                      | Fürth         | Stadthalle                                           | P/A  | Shaun Murphy        | Mark Selby            | 4–0   | [ 15 ]     |
| 08–25             | 08–29             | Séries internationales Pontins (épreuve 3) | Prestatyn     | Pontins                                              | SIP  | Shokat Ali (en)     | Michael White         | 6–3   | ,          |
| 09–19             | 09–21             | Open de Belgique                           | Duffel        | Sportcentrum De Pollepel                             | P/A  | Ricky Walden        | Graeme Dott           | 4–0   | [ 17 ]     |
| 09–29             | 10–05             | Masters de Shanghai                        | Shanghai      | Shanghai Indoor Stadium                              | C    | Ricky Walden        | Ronnie O'Sullivan     | 10–8  | [ 18 ]     |
| 10–11             | 10–18             | Grand Prix                                 | Glasgow       | S.E.C.C.                                             | C    | John Higgins        | Ryan Day              | 9–7   | [ 19 ]     |
| 10–19             | 10–24             | Séries internationales Pontins (épreuve 4) | Prestatyn     | Pontins                                              | SIP  | Craig Steadman (en) | Mike Hallett          | 6–1   | ,          |
| 10-23             | 10-26             | Open d'Autriche                            | Wels          | BRP Hall                                             | P/A  | Ryan Day            | Jamie Cope            | 6–3   |            |
| 10–25             | 10–26             | Séries mondiales (épreuve de Varsovie)     | Varsovie      | EXPO XXI                                             | SM   | Ding Junhui         | Ken Doherty           | 6–4   | [ 21 ]     |
| 10-??             | 10-??             | Tournoi Pontins pro-am (automne)           | Prestatyn     | Pontins                                              | P/A  | Craig Steadman (en) | Leo Fernandez (en)    | 5-0   |            |
| 11–08             | 11–15             | Championnat de Bahreïn                     | Manama        | Bahrain International Exhibition & Convention Centre | C    | Neil Robertson      | Matthew Stevens       | 9–7   | [ 22 ]     |
| 11–09             | 11–14             | Séries internationales Pontins (épreuve 5) | Prestatyn     | Pontins                                              | SIP  | Chris Norbury (en)  | Alfie Burden          | 6–2   | ,          |
| 11–21             | 11–26             | Épreuve qualificative au Masters           | Sheffield     | English Institute of Sport                           | NC   | Judd Trump          | Mark Joyce            | 6–1   | [ 24 ]     |
| 11–22             | 11–23             | Séries mondiales (épreuve de Moscou)       | Moscou        | Soviet Wings Sport Palace                            | SM   | John Higgins        | Ding Junhui           | 5–0   | [ 25 ]     |
| 09–11             | 12–07             | Première ligue                             | Hopton-on-Sea | Potters Leisure Resort                               | NC   | Ronnie O'Sullivan   | Mark Selby            | 7–2   | [ 26 ]     |
| 12–13             | 12–21             | Championnat du Royaume-Uni                 | Telford       | Telford International Centre                         | C    | Shaun Murphy        | Marco Fu              | 10–9  | [ 27 ]     |
| 12-??             | 12-??             | Open des Pays-Bas                          | Bois-le-Duc   | Snookercentrum De Dieze                              | P/A  | Stuart Bingham      | Joe Swail             | 6-3   |            |
| ??-??             | ??-??             | Tournoi Pontins pro-am (séries mondiales)  | Prestatyn     | Pontins                                              | P/A  | Jamie Cope          | Craig Steadman (en)   | 4–1   | [ 28 ]     |
| 01-??             | 01-??             | Open des trois rois                        | Rankweil      | Patricks Candian Taverne                             | P/A  | Bjorn Haneveer (en) | Richard McHugh        | 5-4   |            |
| 01–11             | 01–18             | Masters                                    | Londres       | Wembley Arena                                        | NC   | Ronnie O'Sullivan   | Mark Selby            | 10–8  | ,          |
| 02–16             | 02–22             | Open du pays de Galles                     | Newport       | Newport Centre                                       | C    | Ali Carter          | Joe Swail             | 9–5   | ,          |
| 02–27             | 03–04             | Séries internationales Pontins (épreuve 6) | Prestatyn     | Pontins                                              | SIP  | Xiao Guodong        | Jack Lisowski         | 6–0   | ,          |
| 01–05             | 03–26             | Championnat de la ligue                    | Stock         | Crondon Park Golf Club                               | NC   | Judd Trump          | Mark Selby            | 3–2   | ,          |
| 03–25             | 03–29             | Séries internationales Pontins (épreuve 7) | Prestatyn     | Pontins                                              | SIP  | Thepchaiya Un-Nooh  | Lee Page (en)         | 6–3   | ,          |
| 03–30             | 04–05             | Open de Chine                              | Pékin         | Gymnase des étudiants de l'université de Pékin       | C    | Peter Ebdon         | John Higgins          | 10–8  | [ 37 ]     |
| 04–18             | 05–04             | Championnat du monde                       | Sheffield     | Crucible Theatre                                     | C    | John Higgins        | Shaun Murphy          | 18–9  | [ 38 ]     |
| 05–05             | 05–09             | Séries internationales Pontins (épreuve 8) | Prestatyn     | Pontins                                              | SIP  | Joe Jogia           | Ben Woollaston        | 6–5   | ,          |
| 05–08             | 05–10             | Séries mondiales (épreuve finale)          | Portimão      | Pavilhão Arena                                       | SM   | Shaun Murphy        | John Higgins          | 6–2   | [ 40 ]     |
| 06-??             | 06-??             | Tournoi Pontins pro-am (printemps)         | Prestatyn     | Pontins                                              | P/A  | Stuart Bingham      | Matthew Couch         | 5-1   |            |

## Attribution des points
Points attribués lors des épreuves comptant pour le classement mondial :
| Tournoi                    | Joueurs (nombre / statut) | 96  | 80   | 64   | 48   | 32   | 16   | Quart de finalistes | Demi-finalistes | Finaliste | Vainqueur |
| Trophée d'Irlande du Nord  | Non tête de série         | 400 | 650  | 900  | 1150 | 1400 | 1900 | 2500                | 3200            | 4000      | 5000      |
| Trophée d'Irlande du Nord  | Tête de série             | 200 | 325  | 450  | 575  | 700  | 1900 | 2500                | 3200            | 4000      | 5000      |
| Masters de Shanghai        | Non tête de série         | 400 | 650  | 900  | 1150 | 1400 | 1900 | 2500                | 3200            | 4000      | 5000      |
| Masters de Shanghai        | Tête de série             | 200 | 325  | 450  | 575  | 700  | 1900 | 2500                | 3200            | 4000      | 5000      |
| Grand Prix                 | Non tête de série         | 500 | 813  | 1125 | 1438 | 1750 | 2375 | 3125                | 4000            | 5000      | 6250      |
| Grand Prix                 | Tête de série             | 250 | 407  | 563  | 719  | 875  | 2375 | 3125                | 4000            | 5000      | 6250      |
| Championnat de Bahreïn     | Non tête de série         | 400 | 650  | 900  | 1150 | 1400 | 1900 | 2500                | 3200            | 4000      | 5000      |
| Championnat de Bahreïn     | Tête de série             | 200 | 325  | 450  | 575  | 700  | 1900 | 2500                | 3200            | 4000      | 5000      |
| Championnat du Royaume-Uni | Non tête de série         | 600 | 975  | 1350 | 1725 | 2100 | 2850 | 3750                | 4800            | 6000      | 7500      |
| Championnat du Royaume-Uni | Tête de série             | 300 | 488  | 675  | 863  | 1050 | 2850 | 3750                | 4800            | 6000      | 7500      |
| Open du pays de Galles     | Non tête de série         | 400 | 650  | 900  | 1150 | 1400 | 1900 | 2500                | 3200            | 4000      | 5000      |
| Open du pays de Galles     | Tête de série             | 200 | 325  | 450  | 575  | 700  | 1900 | 2500                | 3200            | 4000      | 5000      |
| Open de Chine              | Non tête de série         | 400 | 650  | 900  | 1150 | 1400 | 1900 | 2500                | 3200            | 4000      | 5000      |
| Open de Chine              | Tête de série             | 200 | 325  | 450  | 575  | 700  | 1900 | 2500                | 3200            | 4000      | 5000      |
| Championnat du monde       | Non tête de série         | 800 | 1300 | 1800 | 2300 | 2800 | 3800 | 5000                | 6400            | 8000      | 10000     |
| Championnat du monde       | Tête de série             | 400 | 650  | 900  | 1150 | 1400 | 3800 | 5000                | 6400            | 8000      | 10000     |

## Classement mondialen début et fin de saison

### Après lechampionnat du monde 2008
| Rang | Évol.         | Joueur            | Points |
| 1    | 4             | Ronnie O'Sullivan | 50450  |
| 2    | 8             | Stephen Maguire   | 45525  |
| 3    | en stagnation | Shaun Murphy      | 45050  |
| 4    | 7             | Mark Selby        | 38325  |
| 5    | 4             | John Higgins      | 37925  |
| 6    | 2             | Stephen Hendry    | 34275  |
| 7    | 7             | Ali Carter        | 34175  |
| 8    | 8             | Ryan Day          | 33875  |
| 9    | 3             | Peter Ebdon       | 32975  |
| 10   | 3             | Neil Robertson    | 32950  |
| 11   | 2             | Ding Junhui       | 32194  |
| 12   | 6             | Joe Perry         | 30425  |
| 13   | 11            | Graeme Dott       | 27144  |
| 14   | 13            | Marco Fu          | 27000  |
| 15   | 6             | Mark King         | 26000  |
| 16   | 13            | Mark Allen        | 25725  |

### Après lechampionnat du monde 2009
| Rang | Évol.         | Joueur            | Points |
| 1    | en stagnation | Ronnie O'Sullivan | 53575  |
| 2    | en stagnation | Stephen Maguire   | 48050  |
| 3    | en stagnation | Shaun Murphy      | 47175  |
| 4    | 1             | John Higgins      | 45825  |
| 5    | 2             | Ali Carter        | 42525  |
| 6    | 2             | Ryan Day          | 40675  |
| 7    | 3             | Mark Selby        | 37975  |
| 8    | 6             | Marco Fu          | 37350  |
| 9    | 1             | Neil Robertson    | 35225  |
| 10   | 4             | Stephen Hendry    | 33125  |
| 11   | 5             | Mark Allen        | 32875  |
| 12   | en stagnation | Joe Perry         | 32875  |
| 13   | 2             | Ding Junhui       | 29644  |
| 14   | 5             | Peter Ebdon       | 29400  |
| 15   | 7             | Mark Williams     | 29319  |
| 16   | 1             | Mark King         | 28300  |